# EHF-Pokal 2016/17
Am EHF-Pokal 2016/17 nahmen Handball-Vereinsmannschaften aus Europa teil, die sich in der vorangegangenen Saison in ihren Heimatländern für den Wettbewerb qualifiziert hatten. Die Pokalspiele begannen am 2. September 2016. Die Halbfinals und das Finale fanden im Rahmen eines Final Four am 20. und 21. Mai 2017 in Göppingen statt.

## Qualifikation
Die Qualifikationsphase bestand aus drei Runden. Diese wurden in Hin- und Rückspielen gespielt. In der Auslosung für jede Runde wurden die Mannschaften zwei Töpfen zugeordnet. Eine Mannschaft aus Topf 1 wurde einer Mannschaft aus Topf 2 zugelost. Die Gewinner jeder Paarung (fett markiert) qualifizierten sich für die folgende Runde.
In jeder Runde spielten die Mannschaften das erste Spiel zu Hause. In einigen Fällen vereinbarten die Mannschaften, beide Spiele am selben Ort zu spielen.

### Runde 1
Die erste Qualifikationsrunde wurde am Dienstag, den 19. Juli 2016 ausgelost. Insgesamt nahmen an der Auslosung 30 Mannschaften teil. Die Aufteilung der Lostöpfe war wie folgt:
| Topf 1 | Topf 2 |
| --- | --- |
| - Chambéry Savoie Handball - Csurgói KK - US Créteil Handball - FC Porto - SCM Politehnica Timișoara - GRK Varaždin 1930 - Dinamo Astrakhan - RK Prilep 2010 - HC Dukla Prague - Haukar Handball - ZTR Zaporizhia - RK Vojvodina - AC Filippos Veria - Maccabi Rischon LeZion - Limburg Lions | - KH BESA Famiglia - Pölva Serviti - B.B. Ankaraspor - Handball Käerjeng - HC Olimpus-85 USEFS - RK Budvanska Rivijera - London GD HC - B.S.B. Batumi - RK Metaloplastika - AC Diomidis Argous - Pfadi Winterthur - RK Zamet - Bodø HK - Alpla HC Hard - HV KRAS/Volendam |

Die Hinspiele fanden am 2. und 3. September 2016 und die Rückspiele am 4. sowie 10./11. September 2016 statt.
| Mannschaft 1              | Gesamt | Mannschaft 2          | Hinspiel | Rückspiel |
| ------------------------- | ------ | --------------------- | -------- | --------- |
| Handball Käerjeng         | 58:56  | RK Vojvodina          | 30:31    | 28:25     |
| US Créteil Handball       | 56:56  | RK Zamet              | 29:32    | 27:24     |
| Alpla HC Hard             | 55:43  | Limburg Lions         | 28:17    | 27:26     |
| Maccabi Rischon LeZion    | 79:36  | London GD HC          | 38:17    | 41:22     |
| Chambéry Savoie Handball  | 67:39  | HV KRAS/Volendam      | 31:23    | 36:16     |
| GRK Varaždin 1930         | 51:58  | B.B. Ankaraspor       | 24:32    | 27:26     |
| Haukar Handball           | 61:46  | AC Diomidis Argous    | 33:26    | 28:20     |
| KH BESA Famiglia          | 58:62  | HC Dukla Prague       | 35:31    | 23:31     |
| B.S.B. Batumi             | 32:93  | FC Porto              | 16:49    | 16:44     |
| Csurgói KK                | 47:44  | Bodø HK               | 28:21    | 19:23     |
| SCM Politehnica Timișoara | 51:43  | Pölva Serviti         | 26:22    | 25:21     |
| HC Olimpus-85 USEFS       | 49:77  | ZTR Zaporizhia        | 28:37    | 21:40     |
| RK Prilep 2010            | 34:84  | Pfadi Winterthur      | 19:42    | 15:42     |
| RK Metaloplastika         | 44:47  | Dinamo Astrakhan      | 24:30    | 20:17     |
| AC Filippos Veria         | 58:50  | RK Budvanska Rivijera | 30:24    | 28:26     |

### Runde 2
Die zweite Qualifikationsrunde wurde nach der ersten Qualifikationsrunde am Dienstag, den 19. Juli 2016 ausgelost. Insgesamt nahmen an der Auslosung 32 Mannschaften teil. Die Aufteilung der Lostöpfe war wie folgt:
| Topf 1 | Topf 2 |
| --- | --- |
| - Red Boys Differdange - HC Achilles Bocholt - Alingsås HK - RD Koper 2013 - Wacker Thun - Balatonfüredi KSE - S.L. Benfica - CSM București - SKA Minsk - RK Nexe Našice - Saint Petersburg HC - ØIF Arendal - HC Sporta Hlohovec - Talent M.A.T. Plzeň - Górnik Zabrze - Füchse Berlin | - KIF Kolding København - Chambéry Savoie Handball - Csurgói KK - FC Porto - SCM Politehnica Timișoara - Dinamo Astrakhan - HC Dukla Prague - Haukar Handball - ZTR Zaporizhia - AC Filippos Veria - Maccabi Rischon LeZion - B.B. Ankaraspor - Handball Käerjeng - Pfadi Winterthur - RK Zamet - Alpla HC Hard |

Die Hinspiele fanden am 8. und 9. Oktober 2016 und die Rückspiele am 9. sowie 15./16. Oktober 2016 statt.
| Mannschaft 1             | Gesamt | Mannschaft 2              | Hinspiel | Rückspiel |
| ------------------------ | ------ | ------------------------- | -------- | --------- |
| KIF Kolding København    | 69:43  | Talent M.A.T. Plzeň       | 38:23    | 31:20     |
| Maccabi Rischon LeZion   | 56:49  | Red Boys Differdange      | 26:25    | 30:24     |
| Csurgói KK               | 58:46  | HC Achilles Bocholt       | 34:23    | 24:23     |
| S.L. Benfica             | 64:56  | Handball Käerjeng         | 31:26    | 33:30     |
| Chambéry Savoie Handball | 44:49  | Füchse Berlin             | 22:25    | 22:24     |
| Balatonfüredi KSE        | 48:50  | Pfadi Winterthur          | 28:23    | 20:27     |
| Saint Petersburg HC      | 57:46  | B.B. Ankaraspor           | 26:19    | 31:27     |
| ØIF Arendal              | 49:51  | SCM Politehnica Timișoara | 23:24    | 26:27     |
| Haukar Handball          | 51:55  | Alingsås HK               | 24:24    | 27:31     |
| ZTR Zaporizhia           | 45:44  | Wacker Thun               | 23:22    | 22:22     |
| Górnik Zabrze            | 50:32  | AC Filippos Veria         | 30:17    | 20:15     |
| FC Porto                 | 57:46  | RD Koper 2013             | 31:24    | 26:22     |
| Alpla HC Hard            | 53:56  | SKA Minsk                 | 28:25    | 25:31     |
| Dinamo Astrakhan         | 60:49  | HC Sporta Hlohovec        | 33:29    | 27:20     |
| CSM București            | 50:50  | RK Zamet                  | 29:23    | 21:27     |
| HC Dukla Prague          | 53:59  | RK Nexe Našice            | 30:29    | 23:30     |

### Runde 3
Die dritte Qualifikationsrunde wurde am Dienstag, den 18. Oktober 2016 ausgelost. Insgesamt nahmen an der Auslosung 32 Mannschaften teil. Die Aufteilung der Lostöpfe war wie folgt:
| Topf 1 | Topf 2 |
| --- | --- |
| - Frisch Auf Göppingen - CB Ademar León - Saint-Raphaël Var Handball - MT Melsungen - Helvetia Anaitasuna - HC Midtjylland - RD Ribnica - Grundfos Tatabánya KC - KS Azoty-Puławy - SC Magdeburg - Fraikin Granollers - GOG - RK Gorenje Velenje - Maccabi Tel Aviv - Riihimäki Cocks - Bregenz Handball | - Alingsås HK - S.L. Benfica - SKA Minsk - RK Nexe Našice - Saint Petersburg HC - Górnik Zabrze - Füchse Berlin - KIF Kolding København - Csurgói KK - FC Porto - SCM Politehnica Timișoara - Dinamo Astrakhan - ZTR Zaporizhia - Maccabi Rischon LeZion - Pfadi Winterthur - RK Zamet |

Die Hinspiele fanden vom 18. bis 20. sowie 23. November 2016 und die Rückspiele vom 25. bis 27. November 2016 statt.
| Mannschaft 1              | Gesamt | Mannschaft 2               | Hinspiel | Rückspiel |
| ------------------------- | ------ | -------------------------- | -------- | --------- |
| RK Zamet                  | 43:66  | MT Melsungen               | 23:34    | 20:32     |
| SKA Minsk                 | 55:61  | Saint-Raphaël Var Handball | 30:28    | 25:33     |
| KS Azoty-Puławy           | 52:53  | S.L. Benfica               | 34:29    | 18:24     |
| Dinamo Astrakhan          | 55:64  | HC Midtjylland             | 29:29    | 26:35     |
| RK Gorenje Velenje        | 56:58  | Füchse Berlin              | 24:29    | 32:29     |
| Fraikin Granollers        | 57:57  | ZTR Zaporizhia             | 27:29    | 30:28     |
| Saint Petersburg HC       | 48:51  | Maccabi Tel Aviv           | 25:23    | 23:28     |
| SC Magdeburg              | 61:49  | RK Nexe Našice             | 31:22    | 30:27     |
| Helvetia Anaitasuna       | 53:51  | Csurgói KK                 | 27:21    | 26:30     |
| Alingsås HK               | 56:59  | GOG                        | 29:26    | 27:33     |
| SCM Politehnica Timișoara | 46:52  | RD Ribnica                 | 27:22    | 19:30     |
| Riihimäki Cocks           | 59:49  | Górnik Zabrze              | 30:19    | 29:30     |
| Frisch Auf Göppingen      | 70:62  | Pfadi Winterthur           | 33:30    | 37:32     |
| CB Ademar León            | 51:52  | KIF Kolding København      | 24:27    | 27:25     |
| Bregenz Handball          | 56:59  | FC Porto                   | 27:28    | 29:31     |
| Grundfos Tatabánya KC     | 63:49  | Maccabi Rischon LeZion     | 35:23    | 28:26     |

## Gruppenphase
Für die Gruppenphase sind die 16 Sieger aus der 3. Qualifikationsrunde qualifiziert. Die Auslosung fand am Donnerstag, den 1. Dezember 2016 statt.
Die 16 Teams wurden in vier Töpfe eingeteilt und in vier Gruppen von vier Mannschaften gezogen. Die Länderschutzregel hat gegriffen. Zwei Vereine aus demselben Land konnten nicht in die gleiche Gruppe gelost werden.
| Lostopf 1                                                                                  | Lostopf 2                                                                   | Lostopf 3                                                | Lostopf 4                                                       |
| ------------------------------------------------------------------------------------------ | --------------------------------------------------------------------------- | -------------------------------------------------------- | --------------------------------------------------------------- |
| - KIF Kolding København - Saint-Raphaël Var Handball - Frisch Auf Göppingen - MT Melsungen | - HC Midtjylland - Helvetia Anaitasuna - Grundfos Tatabánya KC - RD Ribnica | - GOG - Fraikin Granollers - SC Magdeburg - S.L. Benfica | - Riihimäki Cocks - Füchse Berlin - Maccabi Tel Aviv - FC Porto |

In jeder Gruppe spielen an Spieltagen die Teams in Heim- und Auswärtsspielen gegeneinander. Die Spieltage sind 11./12. Februar, 18./19. Februar, 4./5. März, 11./12. März, 25./26. März und 1./2. April 2017.
Wenn nach Abschluss der Gruppenspiele zwei oder mehr Mannschaften gleich sind, werden folgende Kriterien zur Bestimmung der Abschlusstabelle (absteigend) verwendet:
1. Anzahl der Punkte in Spielen aller betroffenen Mannschaften;
2. Tordifferenz in den Spielen aller betroffenen Mannschaften;
3. Höhere Anzahl von erzielten Toren in Spielen aller betroffenen Mannschaften;
4. Tordifferenz in allen Spielen der Gruppe;
5. Höhere Anzahl von erzielten Toren in allen Spielen der Gruppe;
6. Losentscheid

### Gruppe A
| Pl. | Mannschaft                 | Sp. | S | U | N | T   | GT  | Diff. | Punkte |
| --- | -------------------------- | --- | - | - | - | --- | --- | ----- | ------ |
| 1.  | Füchse Berlin              | 6   | 5 | 0 | 1 | 185 | 163 | +22   | 10     |
| 2.  | Saint-Raphaël Var Handball | 6   | 4 | 0 | 2 | 179 | 164 | +15   | 8      |
| 3.  | GOG                        | 6   | 3 | 0 | 3 | 187 | 190 | −3    | 6      |
| 4.  | RD Ribnica                 | 6   | 0 | 0 | 6 | 154 | 188 | −34   | 0      |

| Do. 9. Februar 2017, 19:00 Uhr Ribnica                      | RD Ribnica                 | 20:25 (11:10) | Füchse Berlin              | 1.200 Zuschauer Spielbericht |
| Sa. 11. Februar 2017, 20:45 Uhr Saint-Raphael               | Saint-Raphaël Var Handball | 32:36 (17:19) | GOG                        | 1.230 Zuschauer Spielbericht |
| Sa. 18. Februar 2017, 18:45 Uhr Gudme                       | GOG                        | 32:27 (19:10) | RD Ribnica                 | 978 Zuschauer Spielbericht   |
| So. 19. Februar 2017, 15:00 Uhr Max-Schmeling-Halle, Berlin | Füchse Berlin              | 33:31 (19:14) | Saint-Raphaël Var Handball | 4.898 Zuschauer Spielbericht |
| Mi. 1. März 2017, 19:00 Uhr Max-Schmeling-Halle, Berlin     | Füchse Berlin              | 37:29 (17:12) | GOG                        | 4.902 Zuschauer Spielbericht |
| So. 5. März 2017, 19:30 Uhr Ribnica                         | RD Ribnica                 | 24:31 (12:15) | Saint-Raphaël Var Handball | 900 Zuschauer Spielbericht   |
| Sa. 11. März 2017, 20:45 Uhr Saint-Raphael                  | Saint-Raphaël Var Handball | 26:22 (15:14) | RD Ribnica                 | 1.450 Zuschauer Spielbericht |
| So. 12. März 2017, 16:00 Uhr Gudme                          | GOG                        | 26:31 (10:13) | Füchse Berlin              | 3.766 Zuschauer Spielbericht |
| Sa. 25. März 2017, 17:00 Uhr Gudme                          | GOG                        | 28:32 (15:17) | Saint-Raphaël Var Handball | 700 Zuschauer Spielbericht   |
| So. 26. März 2017, 15:00 Uhr Max-Schmeling-Halle, Berlin    | Füchse Berlin              | 38:30 (18:14) | RD Ribnica                 | 5.926 Zuschauer Spielbericht |
| Sa. 1. April 2017, 20:45 Uhr Saint-Raphaël                  | Saint-Raphaël Var Handball | 27:21 (11:12) | Füchse Berlin              | Zuschauer Spielbericht       |
| So. 2. April 2017, 17:00 Uhr Ribnica                        | RD Ribnica                 | 31:36 (14:17) | GOG                        | Zuschauer Spielbericht       |

### Gruppe B
| Pl. | Mannschaft           | Sp. | S | U | N | T   | GT  | Diff. | Punkte |
| --- | -------------------- | --- | - | - | - | --- | --- | ----- | ------ |
| 1.  | Frisch Auf Göppingen | 6   | 6 | 0 | 0 | 181 | 155 | +26   | 12     |
| 2.  | Fraikin Granollers   | 6   | 3 | 0 | 3 | 171 | 165 | +6    | 6      |
| 3.  | FC Porto             | 6   | 2 | 0 | 4 | 159 | 170 | −11   | 4      |
| 4.  | HC Midtjylland       | 6   | 1 | 0 | 5 | 155 | 176 | −21   | 2      |

| Sa. 11. Februar 2017, 16:00 Uhr IBF Arena, Ikast            | HC Midtjylland       | 29:26 (13:15) | FC Porto             | 1.914 Zuschauer Spielbericht |
| Sa. 11. Februar 2017, 19:30 Uhr EWS-Arena, Göppingen        | Frisch Auf Göppingen | 29:28 (13:15) | Fraikin Granollers   | 2.800 Zuschauer Spielbericht |
| So. 19. Februar 2017, 19:00 Uhr Palau d´Esports, Granollers | Fraikin Granollers   | 34:32 (19:20) | HC Midtjylland       | 1.500 Zuschauer Spielbericht |
| So. 19. Februar 2017, 19:30 Uhr Dragao Caixa, Porto         | FC Porto             | 27:31 (14:13) | Frisch Auf Göppingen | 1.616 Zuschauer Spielbericht |
| Sa. 4. März 2017, 15:00 Uhr Dragao Caixa, Porto             | FC Porto             | 23:22 0(9:11) | Fraikin Granollers   | 1.231 Zuschauer Spielbericht |
| Sa. 4. März 2017, 20:30 Uhr IBF Arena, Ikast                | HC Midtjylland       | 22:25 (14:17) | Frisch Auf Göppingen | 843 Zuschauer Spielbericht   |
| Mi. 8. März 2017, 19:30 Uhr EWS-Arena, Göppingen            | Frisch Auf Göppingen | 31:23 (14:15) | HC Midtjylland       | 2.800 Zuschauer Spielbericht |
| So. 12. März 2017, 16:30 Uhr Palau d´Esports, Granollers    | Fraikin Granollers   | 33:22 (14:8)0 | FC Porto             | 1.600 Zuschauer Spielbericht |
| Sa. 25. März 2017, 18:00 Uhr Dragao Caixa, Porto            | FC Porto             | 33:25 (16:14) | HC Midtjylland       | 1.032 Zuschauer Spielbericht |
| So. 26. März 2017, 19:00 Uhr Palau d´Esports, Granollers    | Fraikin Granollers   | 27:35 (11:14) | Frisch Auf Göppingen | 2.400 Zuschauer Spielbericht |
| Sa. 1. April 2017, 16:00 Uhr IBF Arena, Ikast               | HC Midtjylland       | 24:27 (13:17) | Fraikin Granollers   | Zuschauer Spielbericht       |
| Sa. 1. April 2017, 19:30 Uhr EWS-Arena, Göppingen           | Frisch Auf Göppingen | 30:28 (10:13) | FC Porto             | Zuschauer Spielbericht       |

### Gruppe C
| Pl. | Mannschaft            | Sp. | S | U | N | T   | GT  | Diff. | Punkte |
| --- | --------------------- | --- | - | - | - | --- | --- | ----- | ------ |
| 1.  | SC Magdeburg          | 6   | 5 | 1 | 0 | 200 | 146 | +54   | 11     |
| 2.  | Grundfos Tatabánya KC | 6   | 4 | 0 | 2 | 161 | 157 | +4    | 8      |
| 3.  | KIF Kolding København | 6   | 2 | 1 | 3 | 166 | 172 | −6    | 5      |
| 4.  | Maccabi Tel Aviv      | 6   | 0 | 0 | 6 | 146 | 198 | −52   | 0      |

| Mi. 8. Februar 2017, 20:30 Uhr Győr       | Grundfos Tatabánya KC | 27:24 (12:10) | Maccabi Tel Aviv      | 2.000 Zuschauer Spielbericht |
| Sa. 11. Februar 2017, 17:45 Uhr Kolding   | KIF Kolding København | 23:23 (13:13) | SC Magdeburg          | 3.455 Zuschauer Spielbericht |
| Sa. 18. Februar 2017, 13:45 Uhr Tel Aviv  | Maccabi Tel Aviv      | 25:31 (10:15) | KIF Kolding København | 800 Zuschauer Spielbericht   |
| So. 19. Februar 2017, 17:00 Uhr Magdeburg | SC Magdeburg          | 30:25 (17:13) | Grundfos Tatabánya KC | 3.019 Zuschauer Spielbericht |
| Sa. 4. März 2017, 13:45 Uhr Tel Aviv      | Maccabi Tel Aviv      | 22:38 (12:16) | SC Magdeburg          | 850 Zuschauer Spielbericht   |
| Sa. 4. März 2017, 15:00 Uhr Győr          | Grundfos Tatabánya KC | 28:26 (13:12) | KIF Kolding København | 2.000 Zuschauer Spielbericht |
| Sa. 11. März 2017, 19:00 Uhr Kolding      | KIF Kolding København | 26:29 (16:14) | Grundfos Tatabánya KC | 1.017 Zuschauer Spielbericht |
| So. 12. März 2017, 17:00 Uhr Magdeburg    | SC Magdeburg          | 42:24 (21:9)0 | Maccabi Tel Aviv      | 3.395 Zuschauer Spielbericht |
| Sa. 25. März 2017, 16:00 Uhr Tel Aviv     | Maccabi Tel Aviv      | 20:24 (10:12) | Grundfos Tatabánya KC | 400 Zuschauer Spielbericht   |
| Sa. 25. März 2017, 17:00 Uhr Magdeburg    | SC Magdeburg          | 36:24 (19:12) | KIF Kolding København | 4.351 Zuschauer Spielbericht |
| Sa. 1. April 2017, 15:00 Uhr Győr         | Grundfos Tatabánya KC | 28:31 (12:17) | SC Magdeburg          | 2.246 Zuschauer Spielbericht |
| Sa. 1. April 2017, 18:45 Uhr Kolding      | KIF Kolding København | 36:31 (18:14) | Maccabi Tel Aviv      | 1.023 Zuschauer Spielbericht |

### Gruppe D
| Pl. | Mannschaft          | Sp. | S | U | N | T   | GT  | Diff. | Punkte |
| --- | ------------------- | --- | - | - | - | --- | --- | ----- | ------ |
| 1.  | MT Melsungen        | 6   | 4 | 0 | 2 | 168 | 140 | +28   | 8      |
| 2.  | Helvetia Anaitasuna | 6   | 4 | 0 | 2 | 171 | 163 | +8    | 8      |
| 3.  | S.L. Benfica        | 6   | 4 | 0 | 2 | 158 | 165 | −7    | 8      |
| 4.  | Riihimäki Cocks     | 6   | 0 | 0 | 6 | 145 | 174 | −29   | 0      |

| Sa. 11. Februar 2017, 19:30 Uhr Kassel           | MT Melsungen        | 32:22 (15:11) | S.L. Benfica        | 2.596 Zuschauer Spielbericht |
| Sa. 11. Februar 2017, 20:00 Uhr Pamplona-Navarra | Helvetia Anaitasuna | 30:24 (14:13) | Riihimäki Cocks     | 2.000 Zuschauer Spielbericht |
| Sa. 18. Februar 2017, 17:00 Uhr Lissabon         | S.L. Benfica        | 33:28 (19:9)0 | Helvetia Anaitasuna | 834 Zuschauer Spielbericht   |
| So. 19. Februar 2017, 15:00 Uhr Hämeenlinna      | Riihimäki Cocks     | 28:29 (14:15) | MT Melsungen        | 579 Zuschauer Spielbericht   |
| Sa. 4. März 2017, 15:00 Uhr Hämeenlinna          | Riihimäki Cocks     | 21:23 (11:11) | S.L. Benfica        | 400 Zuschauer Spielbericht   |
| Sa. 4. März 2017, 20:00 Uhr Pamplona-Navarra     | Helvetia Anaitasuna | 23:22 (13:9)0 | MT Melsungen        | 2.400 Zuschauer Spielbericht |
| Sa. 11. März 2017, 16:00 Uhr Lissabon            | S.L. Benfica        | 26:25 (11:13) | Riihimäki Cocks     | 404 Zuschauer Spielbericht   |
| Sa. 11. März 2017, 19:30 Uhr Kassel              | MT Melsungen        | 28:22 (10:11) | Helvetia Anaitasuna | 2.600 Zuschauer Spielbericht |
| Sa. 25. März 2017, 16:00 Uhr Lissabon            | S.L. Benfica        | 26:24 (12:14) | MT Melsungen        | 526 Zuschauer Spielbericht   |
| So. 26. März 2017, 17:00 Uhr Hämeenlinna         | Riihimäki Cocks     | 28:35 (18:17) | Helvetia Anaitasuna | 418 Zuschauer Spielbericht   |
| Sa. 1. April 2017, 19:30 Uhr Kassel              | MT Melsungen        | 33:19 (15:8)0 | Riihimäki Cocks     | Zuschauer Spielbericht       |
| Sa. 1. April 2017, 20:00 Uhr Pamplona-Navarra    | Helvetia Anaitasuna | 35:28 (17:12) | S.L. Benfica        | Zuschauer Spielbericht       |

## Viertelfinale
Für das Viertelfinale qualifizieren sich grundsätzlich die beiden Erstplatzierten jeder Gruppe. Als Veranstalter des Final Fours war Göppingen mit der sportlichen Qualifikation für das Viertelfinale bereits direkt für das Final Four qualifiziert. Somit schied der schlechteste Gruppenzweite aus, und es wurden nur drei Viertelfinalpartien gespielt.
Die Auslosung für das Viertelfinale fand am 4. April 2017 statt. Die Hinspiele wurden am 22./23. April 2017, die Rückspiele am 29. April 2017 ausgetragen.

### Ausgeloste Spiele und Ergebnisse
| Mannschaft 1               | Mannschaft 2  | Hinspiel           | Rückspiel          | Gesamt  |
| -------------------------- | ------------- | ------------------ | ------------------ | ------- |
| Helvetia Anaitasuna        | SC Magdeburg  | So. 23. April 2017 | Sa. 29. April 2017 | 59 : 69 |
| Helvetia Anaitasuna        | SC Magdeburg  | 27 : 34 (13 : 15)  | 32 : 35 (18 : 15)  | 59 : 69 |
| Helvetia Anaitasuna        | SC Magdeburg  | 3.000 Zuschauer    | 4.015 Zuschauer    | 59 : 69 |
| Grundfos Tatabánya KC      | Füchse Berlin | Sa. 22. April 2017 | Sa. 29. April 2017 | 47 : 58 |
| Grundfos Tatabánya KC      | Füchse Berlin | 25 : 30 (11 : 17)  | 22 : 28 (13 : 14)  | 47 : 58 |
| Grundfos Tatabánya KC      | Füchse Berlin | 2.500 Zuschauer    | 4.828 Zuschauer    | 47 : 58 |
| Saint-Raphaël Var Handball | MT Melsungen  | Sa. 22. April 2016 | Sa. 29. April 2016 | 61 : 49 |
| Saint-Raphaël Var Handball | MT Melsungen  | 30 : 26 (15 : 14)  | 31 : 23 (15 : 15)  | 61 : 49 |
| Saint-Raphaël Var Handball | MT Melsungen  | 4.200 Zuschauer    | 3.814 Zuschauer    | 61 : 49 |

## Final Four
Das Final Four fand am 20./21. Mai 2017 in der EWS Arena in Göppingen statt. Teilnehmer waren Frisch Auf Göppingen, SC Magdeburg, Füchse Berlin und Saint-Raphaël Var Handball.

### Halbfinale

#### 1. Halbfinale
| Mannschaft 1 | Endergebnis       | Mannschaft 2         | Datum und Zeit              |
| ------------ | ----------------- | -------------------- | --------------------------- |
| SC Magdeburg | 29 : 33 (14 : 16) | Frisch Auf Göppingen | Sa. 20. Mai 2017, 15:00 Uhr |

#### 2. Halbfinale
| Mannschaft 1               | Endergebnis       | Mannschaft 2  | Datum und Zeit              |
| -------------------------- | ----------------- | ------------- | --------------------------- |
| Saint-Raphaël Var Handball | 24 : 35 (10 : 17) | Füchse Berlin | Sa. 20. Mai 2017, 17:45 Uhr |

### Kleines Finale
| Mannschaft 1               | Endergebnis       | Mannschaft 2 | Datum und Zeit              |
| -------------------------- | ----------------- | ------------ | --------------------------- |
| Saint-Raphaël Var Handball | 31 : 32 (12 : 13) | SC Magdeburg | So. 21. Mai 2017, 14:30 Uhr |

### Finale
Das Finale fand am 21. Mai 2017 statt. Frisch Auf Göppingen konnte den Titel in einem „deutschen“ Finale verteidigen.
| Mannschaft 1  | Endergebnis       | Mannschaft 2         | Datum und Zeit              |
| ------------- | ----------------- | -------------------- | --------------------------- |
| Füchse Berlin | 22 : 30 (13 : 15) | Frisch Auf Göppingen | So. 21. Mai 2017, 17:00 Uhr |

## Statistiken

### Torschützenliste
Die Torschützenliste zeigt die zehn besten Torschützen im EHF-Pokal 2016/17.
| Pl. | Nation      | Spieler                  | Verein                     | Tore |
| --- | ----------- | ------------------------ | -------------------------- | ---- |
| 1.  | Danemark    | Hans Lindberg            | Füchse Berlin              | 92   |
| 2.  | Frankreich  | Raphaël Caucheteux       | Saint-Raphaël Var Handball | 82   |
| 3.  | Danemark    | Michael Damgaard Nielsen | SC Magdeburg               | 66   |
| 4.  | Serbien     | Petar Nenadić            | Füchse Berlin              | 64   |
| 5.  | Deutschland | Marcel Schiller          | Frisch Auf Göppingen       | 60   |
| 6.  | Montenegro  | Miloš Vujović            | Tatabánya KC               | 56   |
| 7.  | Deutschland | Michael Allendorf        | MT Melsungen               | 51   |
| 8.  | Spanien     | Daniel Sarmiento         | Saint-Raphaël Var Handball | 50   |
| 9.  | Schweden    | Daniel Pettersson        | SC Magdeburg               | 48   |
| 10. | Israel      | Chen Pomeranz            | Maccabi Tel Aviv           | 47   |